# 헌의왕후
헌의왕후 유씨(獻懿王后 劉氏)는 고려 경종(景宗)의 제2비(妃)이다.

## 생애
출생연도와 사망연도는 알 수 없다.
태조와 신명순성왕후의 아들인 문원대왕의 딸이며, 어머니 또한 태조와 정덕왕후의 딸인 문혜왕후이다. 족내혼의 풍습에 따라 사촌인 경종과 혼인하였으며, 이때 왕실과의 중복되는 성씨를 피하기 위해 할머니의 성인 유씨(劉氏)로 바꿨다.
경종과의 사이에 소생은 없었으며, 능 또한 어디인지 전해지지 않는다.

## 가족 관계
- 아버지 : 문원대왕(文元大王)
- 어머니 : 문혜왕후(文惠王后)
  - 형제 : 천추전군(千秋殿君)
  - 형제 : 아지군(阿志君)
  - 남편 : 제5대 경종(景宗, 955 ~ 981)

## 헌의왕후가 등장하는 작품
- 《천추태후》(KBS, 2009년, 배우 : 최영완)
- 《달의 연인 - 보보경심 려》 (SBS, 2016년, 배우 : 미상

## 참고 자료
- 《고려사》〈열전-후비전〉